# Slovak International 1997
Die Slovak International 1997 im Badminton fanden vom 10. bis zum 12. Oktober 1997 in Nitra statt.

## Sieger und Platzierte
| Disziplin    | Gold                              | Silber                      | Bronze                              |
| ------------ | --------------------------------- | --------------------------- | ----------------------------------- |
| Herreneinzel | Niels Christian Kaldau            | Søren Hansen                | Fernando Silva                      |
| Herreneinzel | Niels Christian Kaldau            | Søren Hansen                | Andrej Pohar                        |
| Dameneinzel  | Sarah Jønsson                     | Natalia Golovkina           | Dolores Marco                       |
| Dameneinzel  | Sarah Jønsson                     | Natalia Golovkina           | Elke Lengauer                       |
| Herrendoppel | Jürgen Koch Harald Koch           | Michał Łogosz Kamil Turonek | Patrick Ejlerskov Michael Lamp      |
| Herrendoppel | Jürgen Koch Harald Koch           | Michał Łogosz Kamil Turonek | John Leung Geraint Lewis            |
| Damendoppel  | Felicity Gallup Joanne Muggeridge | Sarah Jønsson Nadia Lyduch  | Rikke Broen Sara Runesten-Petersen  |
| Damendoppel  | Felicity Gallup Joanne Muggeridge | Sarah Jønsson Nadia Lyduch  | Markéta Koudelková Diana Stadniková |
| Mixed        | Michael Lamp Rikke Broen          | Andrej Pohar Maja Pohar     | Dmitry Miznikov Natalia Golovkina   |
| Mixed        | Michael Lamp Rikke Broen          | Andrej Pohar Maja Pohar     | Martin Bruun Sara Runesten-Petersen |